# Meduse

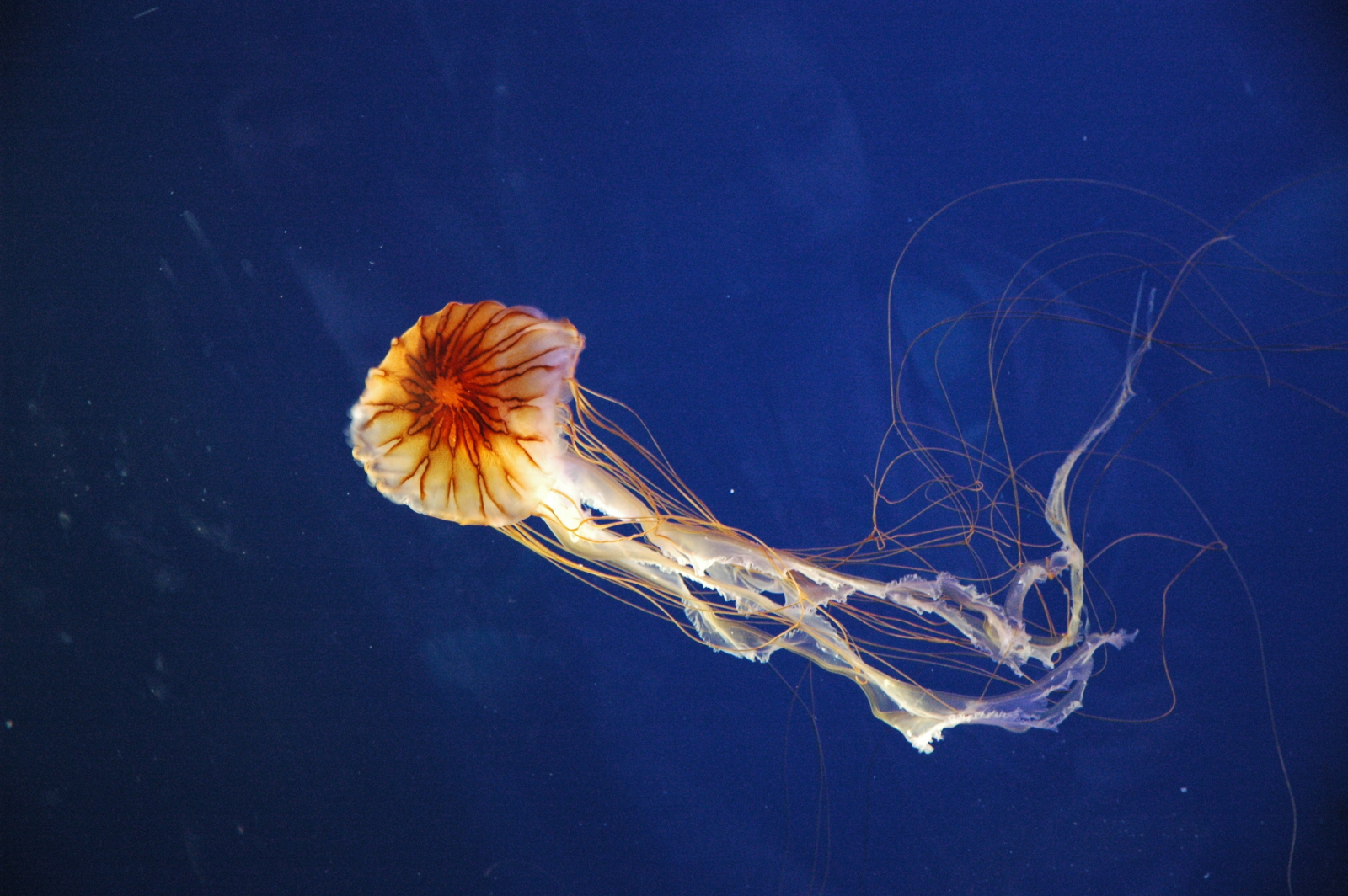
De kompaskwal (Chrysaora hysoscella) heeft een groot, opvallend medusestadium

Een meduse is een van twee morfologische stadia van een neteldier. De meduse is het beweeglijke, vrijzwemmende levensstadium dat in staat is tot geslachtelijke voortplanting. De meduse wordt ook wel het kwalstadium genoemd, omdat alle kwallen (met name de schijfkwallen) vooral te herkennen zijn aan hun meduse. Het medusestadium is waarschijnlijk ontstaan bij de gemeenschappelijke voorouder van de Medusozoa.
Het andere levensstadium van een neteldier wordt de poliep genoemd. Dit is de meerjarige fase die zich vastzet in de zeebodem en zich ongeslachtelijk voortplant door middel van knopvorming. Het poliepstadium is bij enkele neteldieren secundair verloren gegaan in de evolutie.

## Diversiteit
Neteldieren vormen een omvangrijke groep in zee levende dieren. Men onderscheidt vier grote klassen: Scyphozoa (grote medusen), Cubozoa (dooskwallen), Hydrozoa (kleine medusen) en Anthozoa (bloemdieren, met uitsluitend het poliepstadium). Scyphozoa hebben een vierdelige symmetrie en zijn vaak voorzien van een goed ontwikkelde tentakelkrans rond de mond en aan de omranding van het lichaam. Cubozoa hebben een doosvormig lichaam en kunnen zich vaak snel voortbewegen. Hydrozoa-medusen zijn klein en hebben gereduceerde tentakels.
Hoewel de kwallen een grote vormenrijkdom vertonen, hebben alle vertegenwoordigers hetzelfde bouwplan. Het lichaam van een meduse bestaat uit een doorzichtige, gelei-achtige substantie (het mesoglea) en is over het algemeen paraplu- of klokvormig. Vanuit het midden hangt een steelachtige structuur naar beneden, het manubrium, waarin zich de mondopening bevindt. De mond staat in verbinding met de gastrovasculaire holte, de plek waar vertering plaatsvindt en voedingsstoffen worden opgenomen. 

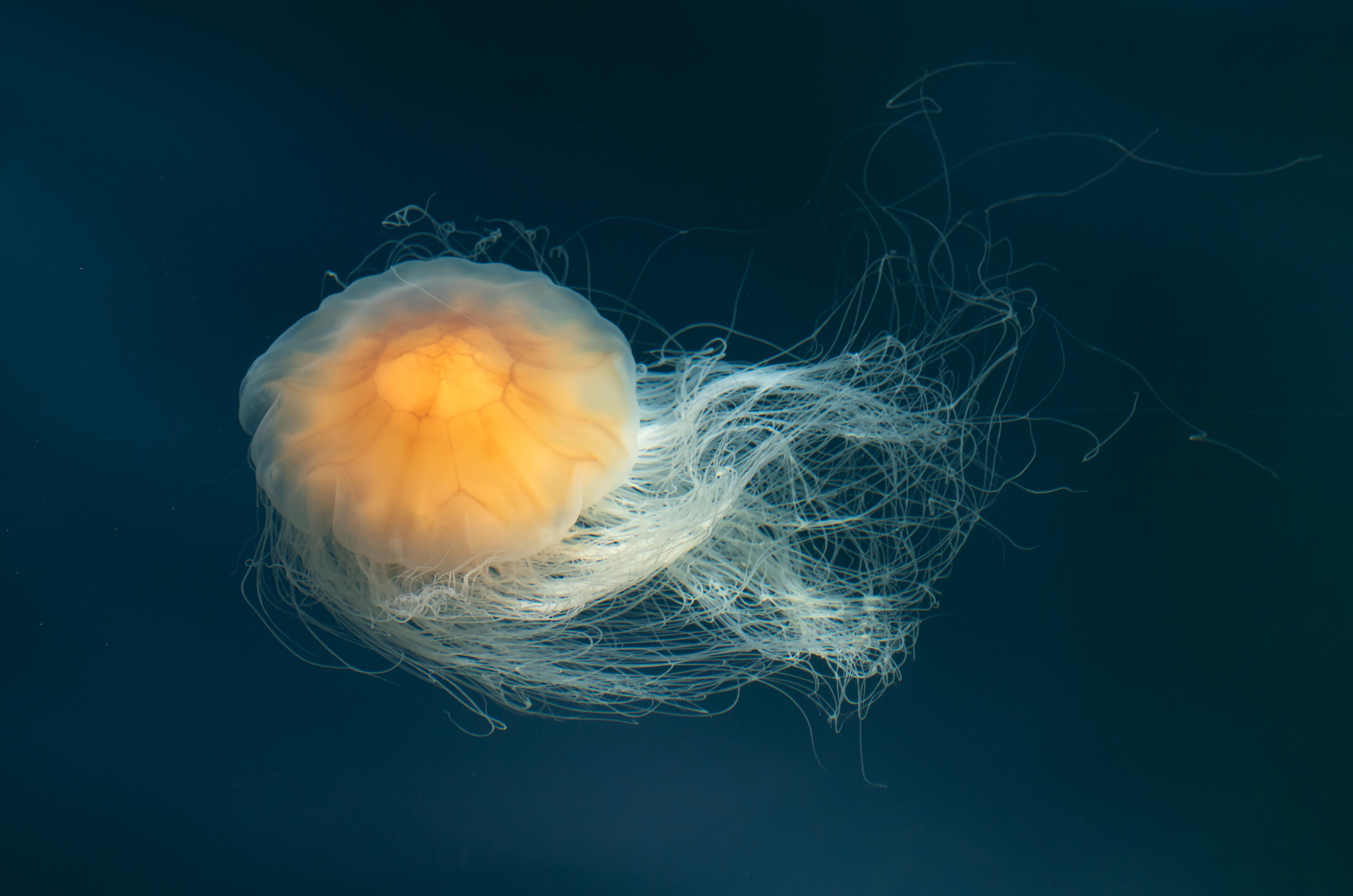
De gele haarkwal (Cyanea capillata), een schijfkwal die rond Australië en Nieuw-Zeeland leeft.
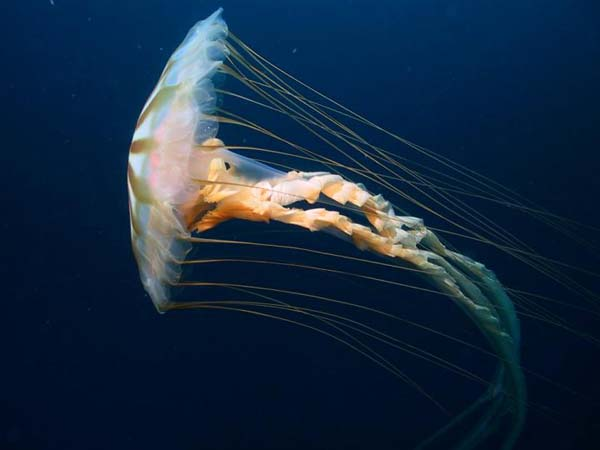
Chrysaora melanaster leeft diep in de zee. De tentakels kunnen wel drie meter lang worden.
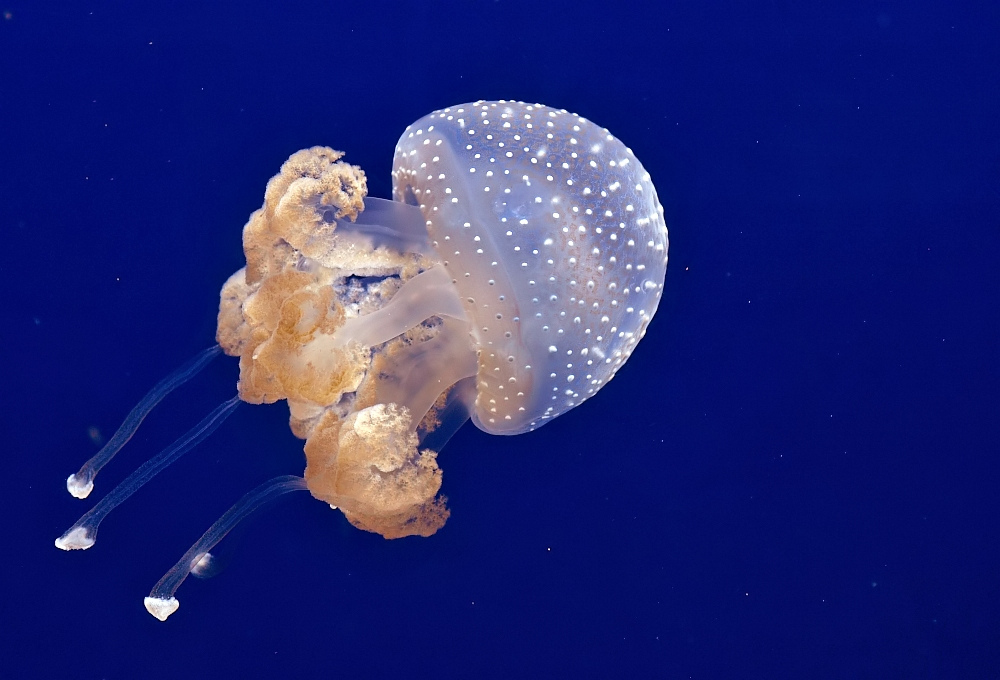
Phyllorhiza punctata, een kleinere kwal die in warme zeeën floreert.